# Szmulik Goldsztejn
Szmulik Goldsztejn, właśc. Szmuel Goldsztejn, na emigracji, także Shmulik Goldstein lub Shmuel Goldstein (ur. ok. 1908 w Łodzi, zm. 23 listopada 1978 w Nowym Jorku) – polski aktor i komik żydowskiego pochodzenia, który zasłynął głównie z ról w przedwojennych żydowskich filmach i sztukach teatralnych w języku jidysz.

## Życiorys
Rozpoczynał karierę aktorską w Teatrze Ararat Mosze Bordersona. Podczas II wojny światowej uciekł do Związku Radzieckiego, by po wojnie wrócić do Polski, następnie zaś do Paryża, gdzie występował w teatrze jidysz oraz jako komik stand-upowy.  W 1953 roku wyemigrował do Stanów Zjednoczonych, gdzie występował w Eden Theatre, grając w przedstawieniach takich jak: , „It's Hard to Be a Jew” , „The Big Winner” i „The Fifth Season” czy adatacja „Yoshe Kalb” oraz w teatrze Folksbiene, gdzie zagrał w adaptacji „The Inheritors” Szolema Alejchema.
Wystąpił także w broadwayowskim musicalu „Let's Sing Yiddish” oraz dwukrotnie Szymonem Dżiganem w Barbizon Plaza w: „From Israel With Laughter” i „Hot Yid a Landele”,  a także zagrał rolę Sneezy’ego, jednego z siedmiu krasnoludków, w produkcji „Królewny Śnieżki i siedmiu krasnoludków” w St. Louis Municipal Opera Theatre. Wziął również udział w tournée z Idą Kamińską.

### Życie prywatne
Goldsztejn miał żonę Lolę, z którą miał dwóch synów: aktora, Harry'ego Golda i nauczyciela, Stanleya Goldsteina.

## Filmografia
- 1947: My, którzy przeżyliśmy
- 1938: Mateczka
- 1937: Weseli biedacy
- 1936: Za grzechy